# Paavo Berglund
Paavo Allan Engelbert Berglund, född 14 april 1929 i Helsingfors, död 25 januari 2012 i Helsingfors, var en finländsk dirigent och violinist.

## Karriär
Född i Helsingfors studerade han violin redan som barn och spelade på en fiol byggd av hans morfar. När han hade fyllt 15 år, hade han beslutat sig för att välja musiken som sitt yrke, och spelade redan som 18-åring på restauranger. Under andra världskriget arbetade han i Billnäs bruks fabriker. Barn fördes ofta ut från Helsingfors under svåra perioder av kriget. Hans professionella karriär började 1946, då han spelade hela sommaren på Officersmässen. Han studerade vid Sibelius-Akademin och i Wien och Salzburg. Han spelade i förstaviolinstämman i Finska radiosymfonikerna 1949-1958. Han var speciell på det sättet att han höll stråken i vänsterhand. Taktpinnen höll han även i vänsterhand.
I en intervju för Finska rundradion år 2002, gjord av dirigenten Atso Almila, berättar han att han hörde Wiens Filharmoniker i Helsingfors vid deras turné med Wilhelm Furtwängler, och blev mycket imponerad. Kort efter detta reste han till Wien för att studera. Han hade många vänner både i Filharmonikerna samt i Wiens radio-orkester, och var närvarande vid många övningar och inspelningar. En speciell inspelning han minns var en kväll på Musikverein då Furtwängler dirigerade Schumanns Manfred uvertyr samt Smetanas Moldau. En annan dirigent han beundrade mycket var Hans Knappertsbusch.
Berglunds dirigentkarriär började 1949, då han grundade sin egen kammarorkester. 1953 var hän även en av grundarna för Helsingfors kammarorkester, som grundades insipirerad av Boyd Neel Orchestra. 1955 blev han utvald som vice-dirigent för Finska radiosymfonikerna, och blev chefsdirigent för dem från 1962-1971. Berglund blev chefsdirigent för Helsingfors filharmoniska orkester 1975. Han var även dirigent för blandade kören för Studentkåren vid Helsingfors universitet (Akateeminen Laulu) från 1959-1961.
Berglund uppnådde ett rykte som en sträng orkesterdisciplinär p.g.a. sina outtröttade övningar, allt för att uppnå en musikalisk fullkomlighet. Som dirigent gick han ofta utanför det tryckta partituret speciellt vad som gäller Jean Sibelius, men även andra tonsättare. Han ville förbättra det som han ansåg som svagheter av tonsättaren. Ändringarna gällde speciellt orkestration, färg och balans. Han var outtröttlig i studerandet, förberendadet och inövandet av partitur han arbetade med. Han hade ofta med sig sitt eget material till orkestern, och hade gjort stråkföringar och dylika egenhändigt. Det kunde finnas detaljerade instruktioner för individuella musiker.
Han var inte alltid av samma åsikt med tonsättarna, och var bekväm med att ändra nyanser han tyckte var viktiga, som tonsättaren inte hade markerat: "Jag tycker att vi har haft tillräckligt mycket av grötiga inspelningar", sade han i en intervju för tidningen FMQ (Finnish Music Quarterly) 1999.
Året 1965 dirigerade Berglund Sibelius sekeljubileumskonserter i Storbritannien med Bournemouth symfoniorkester, och blev sedermera deras chefsdirigent för åren 1972-1979. Han höjde märkbart orkesterns nivå, som bevisas av otaliga inspelningar orkestern och Berglund gjorde tillsammans för skivbolaget EMI. Han verkade även som förste gästdirigent för Skotska nationalorkestern från 1981-1985. Han frånträdde både Helsingfors- samt Bournemouth orkestrarna 1979. Vid dessa tider lade man märke till i Finland, att det diktatoriska sättet att leda hade försvunnit. Han sade i en intervju gjord år 1996: "Uppgången och kvalitetshöjningen i de Finska orkestrarna har varit ganska otrolig...unga musiker spelar så mycket bättre än deras föregångare gjorde." Han sade att hans syfte alltid hade varit att göra de Finska orkestrarna till de bästa i världen.
Som gästande dirigent besökte Berglund Nordamerika och Europa. Han dirigerade bl.a. Berlinfilharmonikerna, Londonsymfonikerna, Statskapellet i Dresden, St Petersburg- och Moskvafilharmonikerna samt Leipzig Gewandhausorkester och Israels filharmoniker. Berglund var en av Ryska nationalorkesterns dirigenter.
Berglund gjorde sin debut i New York år 1978 med American Symphony Orchestra i en konsert med Sjostakovitj och Sibelius. Från och med 1990-talet blev han en ständig gäst hos New York filharmonikerna och Clevelandsorkestern.
Han gjorde över 100 inspelningar. I en intervju för finska tidningen Helsingin sanomat året 2009 svarade han, då han blev tillfrågad om sina favortinspelningar, att den med Statskapellet i Dresden är den bästa, för att denna orkester var den bästa med vilken han gjorde en inspelning med.
Berglund dirigerade opera ett fåtal gånger. Några av de viktigaste var Fidelio vid Finska nationaloperan år 2000 (med Karita Mattila, Matti Salminen, Jaakko Ryhänen), samt Nielsens Maskerade i Köpenhamn.
Paavo Berglund berättade i en radiointervju för dirigenten Atso Almila att Joonas Kokkonen var den av samtida tonsättare som han hade den närmaste relationen till. Samarbetet var mycket nära även privat. Berglund hjälpte tonsättaren i svåra livsskeden. Berglund uruppförde många av Kokkonens verk, samt förespråkade hans musik i övrigt.
Han var även den första dirigenten för Finska kammarorkestern år 1990 då den grundades, jämsides med Jukka-Pekka Saraste. Orkestern arbetar periodvis. Medlemmarna är stämledare samt konsertmästare från ledande orkestrar i Finland.
Berglund dirigerade även Sibelius akademins symfoniorkester vid flera tillfällen.

## Relation till musiken av Jean Sibelius
Paavo Berglund var speciellt associerad med musiken av Jean Sibelius. Han spelade in samtliga symfonierna av Sibelius tre gånger. I mitten av 1950-talet hörde Jean Sibelius Berglund dirigera några av sina symfonier samt Rakastava sviten, och berättade att han hade njutit mycket av dessa framföranden. Berglund träffade Sibelius i hans hem Ainola, som en medlem i delegationen som Radio-orkestern hade bildat för att besöka tonsättaren. Sibelius frågade Berglund om de hade spelat något av Schönberg. Till detta hade Berglund svarat "nej". Detta var hela innehållet av deras samtal. Berglund gjorde världspremiärinspelningen av Kullervosymfonin. Hans källkritiska studie av Sjunde symfonin började 1957. Han dirigerade symfonin med Helsingfors filharmonin och märkte att musikerna spelade från stämmor som Sibelius själv hade korrigerat. P.g.a. detta märkte han att det tryckta materialet hade otaliga fel. Detta resulterade slutligen i det att musikförlaget Hansen gav ut en ny version av Sjunde symfonin år 1980.
Berglund var högt uppskattad som en auktoritet för Sibelius musik av dirigenter som t.ex. Simon Rattle.
Han spelade in samtliga symfonier av Sibelius och Brahms med Europeiska kammarorkestern. Idén att spela in samtliga Sibelius symfonier kom då Berglund dirigerade orkestern vid Edinburghs musikfestival. Det som var speciellt var att Berglund använde en mindre stråksats i vissa symfonier. Resultatet blev mycket uppskattat. Det var något helt nytt och annorlunda i traditionen av Sibeliustolkningar och sättet att uppföra dessa orkesterverk.
Berglunds tidiga Sibelius tolkningar är mörkare och tyngre. Senare utvecklade han en ny stil som tydligast kan ses i de revolutionerande inspelningarna med Europeiska kammarorkestern. Medan vissa dirigenter söker efter stora effekter, började Berglund föredra den klarhet som man kan åstadkomma med en orkester med ca. 50 medlemmar.
I allmänhet föredrog han sensträngar för stråkar samt ett sparsamt användade av vibrato. Han sade ofta att vibrerandet döljer fel och misstag.
Berglund var en av jurymedlemmarna i den första internationella Sibelius dirigenttävlingen år 1995.

## Utvalda instrument
Signe och Ane Gyllenbergs stiftelse köpte år 2005 en violin av Paavo Berglund. Violinen var en Carlo Bergonzi från 1732. Innan honom ägdes violinen av Isaac Stern. Violinbyggaren Ilkka Vainio säger att instrumentet är ett mästerverk, det bästa exemplar han någonsin sett. Violinen har sin originallackering kvar, som dessutom är i gott skick. Enligt violinisten Petteri Iivonen som har spelat på instrumentet, har den ett varmt ljud, men möjliggör även en grövre traktering av sig. Instrumentet utlånas ut för en period på tre år. Pietari Inkinen var den första, och spelade på instrumentet åren 2005-2009. Den andra var Petteri Iivonen som fick violinen på våren år 2009. Stiftelsen lägger ut annonser i tidningar samt på deras hemsida om att instrumenet söker en ny konstnär för att få använda instrumentet i tre års tid. En jury som består av experter beslutar om vilken av ansökningarna som vinner.
Enligt Finska Rundradion YLE, såldes Berglunds Stradivarius violin av hans arvtagare till Finska Kulturfonden år 2012 för 1,8 miljoner euro. På samma gång donerade arvtagarna Fonden alla rättigheter till Berglunds värdefulla notmaterial och skivinspelningar. Notmaterialet kommer att förberedas till forskares förfogande inom 10 års tid. Violinen kommer att namnges till Stradivarius ex. Berglund. Juha Berglund, Paavo Berglunds son, säger att hans far hade flere instrument, men att Stradivarin var den som var honom kärast. Berglunds specifika önskan var att instrumentet skulle stanna i Finland. Instrumentet är byggt ca. 1700, och är i mycket gott skick till sin ålder.

## Pro memoriam
Berglund sägs ha bibehållit sitt intresse för musiken ända till sin bortgång; han hade dagligen nyheter om den yngre generationens musiker upplästa för sig från världenöver. Utöver sin familj, är han saknad av sina kolleger, orkestrar, musiker och publik över hela världen. Tidningen Helsingin Sanomat intervjuade kollegan och vännen Kurt Masur per telefon i samband med Berglunds bortgång: "Paavo var en av mina äldsta vänner. Världen har förlorat en av sina främsta dirigenter, och mina tankar stannar med hans fru Kirsti och familj", sade Masur.
Berglund blev begraven i Helsingfors den 4 februari 2012.
Han överlevdes av sin hustru Kirsti samt sonen Juha Berglund och döttrarna Liisa Kylmänen och Eeva Berglund.

## Sista konserten
Paavo Berglund dirigerade sin sista konsert i konsertsalen Pleyel i Paris 1 juni 2007. Orkestern var de Franska radiofilharmonikerna. Programmet bestod av Brahms Violinkonsert med Christian Tetzlaff som solist samt Sibelius Fjärde symfoni. I en intervju för Finska rundradion gjord på hans 80-årsdag, sade han att uppförandet av Sibelius Fjärde är nästan perfekt Sibelius musicerande. Konserten blev inspelad av fransk radio.

## Priser och utmärkelser
- Grammy-nominerad 1971 i kategorin för körmusik — Klassiskt Sibelius: Kullervo.
- Diapason d'Or för inspelningen av Nielsens samtliga symfonier med Kungliga Danska orkestern.
- Diapason d'Or för inspelningen av samtliga Sibelius symfonier med Europeiska kammarorkestern.
- "Choc de l'Année 1998" av Le Monde de la Musique, för inspelningen av samtliga Sibelius symfonier med Europeiska kammarorkestern.
- Finska statens musikpris (med Arto Noras) 1972.
- Hedersofficer av Brittiska Imperiet (OBE) år 1977.
- Pro Finlandia-medaljen 1982[2]
- Medlem nr 1202 av Kungliga Musikaliska Akademien år 1983 (https://www.musikaliskaakademien.se/omakademien/organisation/ledamotersedan1771.3388.html).
- Finska kulturfondens pris år 1985 (40.000 FIM).
- Nylands läns kulturråds kulturpris - Artium Cultori priset 2004.
- Janne utmärkelsen i kategorin bästa orkesterinspelning år 2001 för Brahms symfonier med Europeiska kammarorkestern. Priset utdelas av IFPI Finland (finska musikproducenter).
- Hedersdirigent för Åbo filharmoniska orkester år 2002 (http://www.tfo.fi).
- Övningssalen Paavo i Musikhuset i Helsingfors har namngivits i Paavo Berglunds ära.

## Videor (urval)
- på Youtube
- på Youtube
- på Youtube
- på Youtube
- på Youtube
- på Youtube
- på Youtube
- på Youtube
- YLE (Finska rundradion). Dokumentär från 1979. På filmen videomaterial från repetitioner med Bournemouth symfoniorkester samt Helsingfors Filharmoniska Orkester. Talad finska och engelska.

## Diskografi (urval)
- Bl.: Opera arior: Bizet, Carmen: Toreador; Mozart, Figaros bröllop: Figaros aria, "Non piu andrai"; Verdi, Aida: Radames!; (med Aarne Vainio). Finska Radions Symfoniorkester. (FUGA 9200)
- Bl.: En hyllning till Martti Talvela. Finska Radions Symfoniorkester. (Ondine ODE 945-2)
- Beethoven: Pianokonsert nr 4 (med Maire Halava). Finska Radions Symfoniorkester. (Finlandia Classics 2016. FINCLA23)
- Bliss: Svit från Miracle in the Gorbals; Sellokonsert (med Arto Noras). Bournemouth Symfoniorkester. 1977, Southampton Guildhall. (EMI ASD 3342)
- Brahms: Altrapsodi (med Maiju Kuusoja). Finska Radions Symfoniorkester. 1961. (Finlandia Classics 2017. FINCLA26)
- Brahms: Altrapsodi (med Heljä Angervo). Finska Radions Symfoniorkester. 1967. (Finlandia Classics 2016. FINCLA20)
- Brahms: Samtliga symfonier. Europeiska kammarorkestern. Levande, maj 2000, Baden-Baden Festival Hall. (Ondine ODE 990-2T)
- Brahms: Dubbelkonsert (med Yehudi Menuhin och Paul Tortelier). Londons filharmoniska orkester. 1984. (EMI)
- Brahms: Pianokonsert nr 2 (med François-Frederic Guy). Londons filharmoniska orkester. Levande, 31 maj 2003, Royal Festival Hall, London. (NAÏVE V4944)
- Britten: Violinkonsert (med Ida Haendel). Bournemouth Symfoniorkester. 12 juni 1977. (EMI ASD 3843 CDM7642022)
- Bruch: Violinkonsert nr 1 (med Frank Peter Zimmermann). Engelska kungliga filharmonikerna. 2004 (SONY)
- Dvorak: Scherzo Capriccioso; Slavisk rapsodi nr 3. Dresdens Statskapell. Inspelad 1978 i Lukaskyrkan, Dresden. (ETERNA 8 27 199-200)
- Englund: Epinikia. Helsingfors filharmoniska orkester. (FINNLEVY SFX 34)
- Franck: Symfoni; Symfoniska variationer (med Sylvia Kersenbaum). Bournemouth Symfoniorkester. 1976. (EMI ASD 3308)
- Glazunov: Pianokonsert (med John Ogdon); Yardumian: Passacaglia, Recitativ & Fuga. Bournemouth Symfoniorkester. 1977. (EMI ASD 3367)
- Grieg: Peer Gynt -svit; Alfven: Svensk rapsodi; Järnefelt: Praeludium; Berceuse. Bournemouth Symfoniorkester. (EMI)
- Grieg: Sympfoniska danser; Gammal norsk romans med variationer. Bournemouth Symfoniorkester. 1982. (EMI ASD 4170)
- Haydn: Symfonier nr 92, 99. Finska kammarorkestern. November 1992, Hyvinge konserthus, Finland. (Ondine)
- Haydn: Symfoni nr 103; Tchaikovsky: Serenad for stråkar. Finska kammarorkestern. Levande 1993. (FCO 1003)
- Kokkonen: Musik för stråkorkester. Helsingfors kammarorkester. (Fennica SS 8)
- Kokkonen: Symfonier 1, 4; "...durch einen spiegel...". Finska Radions Symfoniorkester. Maj 1995 (...Durch einen..., Symf. 4). Mars 1995 (Symf. 1). Kulturhuset, Helsingfors. (Ondine)
- Kokkonen: Symfoni nr 3; Sibelius: Tapiola. Finska Radions Symfoniorkester. (EMI SXL 6432, Finlandia FA 311)
- Merikanto: Ekho; Violinkonsert nr 2 (med Ulf Hästbacka). Finska Radions Symfoniorkester. 1978. (Fennica Nova)
- Mozart: Oboekonsert; Strauss: Oboekonsert (med Douglas Boyd). Europeiska kammarorkestern. (Asv Living Era)
- Mozart: Violinkonserter 3, 5 (med Mayumi Fujikawa). Japans Filharmoniska Symfoniorkester. (EMI La Voix de son Maitre 2C 065-93594)
- Nielsen: Symfoni nr 5. Bournemouth Symfoniorkester. 1975. (EMI ASD 3063)
- Nielsen: Symfonier 1–6. Kungliga Danska orkestern. 3, 4, 5 juni 1987 (nr 1, 4). 17–19 augusti 1989 (nr 3, 6). 15–18 augusti 1988 (nr 2, 5). Odd Fellow salen, Köpenhamn. (RCA Victor)
- Palmgren: Pianokonsert nr 4 "April" (med France Ellegaard). 1966. Finska Radions Symfoniorkester. (Danacord)
- Prokofiev: Sommarnatts-svit. Bournemouth Symfoniorkester. 1975. (EMI ASD 3141)
- Rachmaninov: Pianokonsert nr 3 (med Leif Ove Andsnes). Oslo filharmoniska orkester. Levande, mars 1995, Oslo filharmoniska konsertsal. (EMI)
- Rachmaninov: Symfoni nr 3. Stockholms filharmoniska orkester. 20–22 juni 1988, Berwaldhallen, Stockholm. (RCA Victor)
- Raitio: Månen i Jupiter; Mån-allén. Finska Radions Symfoniorkester. (Fennica Nova)
- Rimsky-Korsakov: Guldtuppen -sviten. Bournemouth Symfoniorkester. 1975. (EMI ASD 3141)
- Rimsky-Korsakov: Majnatts uvertyr; Glazunov: Valse de Concert nr 1; Glinka: Valse Fantaisie; Sibelius: Intermezzo och Alla Marcia från Karelia Sviten; Shalaster: Dance "Liana". Bournemouth Symfoniorkester. (EMI)
- Saint-Saens: Pianokonsert nr 2 (med Emil Gilels). Sovjetunionens Statliga Symfoniorkester. 1951.
- Sallinen: Chorali. Helsingfors filharmoniska orkester. (BIS CD-41)
- Salmenhaara: Symfoni nr 2. Finska Radions Symfoniorkester. (Finlandia Classics, FINCLA27)
- Schumann: Pianokonsert; Grieg: Pianokonsert (med John Ogdon). New Philharmonia orkestern. 1972. (EMI ASD 2802)
- Sjostakovitj: Symfonier 5, 6, 7, 10, 11. Bournemouth Symfoniorkester. 30–31 juli 1975, nr 1 Studio, Abbey Road, London (nr 5). Jan 1974, Guildhall, Southampton (nr 7). 1975 (nr 10). Dec 1978 (nr 11). (EMI)
- Sjostakovitj: Symfoni nr 8. Ryska Nationalorkestern. Juni 2005, DZZ Studio 5, Moskva. (Pentatone)
- Sjostakovitj: Sellokonsert nr 1; Walton: Sellokonsert (med Paul Tortelier). Bournemouth Symfoniorkester. Jan 7-8, 1973, Southampton Guildhall. (EMI)
- Sjostakovitj: Konsert nr 1 för piano, trumpet och stråkar (med Cristina Ortiz och Rodney Senior); Pianokonsert nr 2 (med Cristina Ortiz); Tre fantastiska danser. Bournemouth Symfoniorkester. Sep 1975. (EMI)
- Sjostakovitj: Violinkonsert nr 1 (med Arve Tellefsen). Engelska kungliga filharmonikerna. (Grappa, Simax)
- Sjostakovitj: Violinkonsert nr 1; Bruch: Violinkonsert nr 1 (med Alena Baeva). Ryska Nationalorkestern. Juni 2005.(Sotheby´s)
- Sibelius: Från Kullervo; Kullervos klagan (med Usko Viitanen). Finska Radions Symfoniorkester. (FUGA 9240)
- Sibelius: En Saga; Oceaniderna; Pohjolas dotter; Luonnotar (med Taru Valjakka); Pelleas et Melisande (utdrag). Bournemouth Symfoniorkester. (EMI ESD7159)
- Sibelius: Pelleas et Melisande; Rakastava. Finska kammarorkestern. Levande, Tammerfors konserthus, 8 april 1991. (FCO 1001)
- Sibelius: Finlandia; Tapiola; Tuonelas svan; Lemminkäinen drager hemåt; Valse Triste. Philharmonia orkestern. 1983, St. John's Smith Square, London. (EMI ASD 4186)
- Sibelius: Finlandia; Tuonelas svan; Lemminkäinen drager hemåt; Intermezzo från Kareliasviten; Nocturne, Elegie, Musette, Valse Triste från Kung Kristian II sviten. Bournemouth Symfoniorkester. (EMI 1 C 063-05 011 Q)
- Sibelius: Symfonier 2, 7. Londons filharmoniska orkester. Levande, Royal Festival Hall 6 dec 2003 (nr 7) och 16 feb 2005 (nr 2). (LPO 0005)
- Sibelius: Symfoni nr 4. Kungliga Concertgebouw orkestern. Levande 9/11/1991. (Kungliga Concertgebouw orkesterns antologi Vol. 6 - Levande Radio Inspelningar 1990-2000)
- Sibelius: Symfoni nr 4; Sallinen: Mauermusik. Finska Radions Symfoniorkester. Kulturhuset, Helsingfors, maj 1969. (DECCA SXL 6431, Finlandia FA 312)
- Sibelius: Symfonier 5, 6; Tuonelas svan. Londons filharmoniska orkester. Levande 31 maj 2003, Royal Festival Hall (nr 5). Levande 6 dec 2003, Royal Festival Hall (nr 6). Levande 22 sep 2006, Queen Elizabeth Hall (Svanen). (LPO 0065)
- Sibelius: Symfoni nr 6; Tuonelas svan. Berlins Radios symfoniorkester. Inspelad 1970. (ETERNA 00031432BC)
- Sibelius: Samtliga Symfonier 1–7 och orkesterverk (inkluderande världspremiärinspelningen av Kullervosymfonin). Bournemouth Symfoniorkester. 1976 (nr 1). 1978 (nr 2). 20 juni 1977 (nr 3). ? (nr 4). Juni 1973 (nr 5). 1976 (nr 6). 1973 (nr 7). Southampton Guildhall. Dec 1970, Southampton Guildhall (Kullervo). (EMI)
- Sibelius: Samtliga Symfonier 1–7 med Finlandia, Oceaniderna och Kullervosymfonin. Helsingfors filharmoniska orkester. Feb 1984, All Saints kyrka, Tooting (nr 4). 1985 (Kullervo). Maj 1986, Kulturhuset, Helsingfors (nr 1). Dec 1986, Kulturhuset, Helsingfors (nr 2). Juli 1987, Kulturhuset, Helsingfors (nr 3). Dec 1986, Kulturhuset, Helsingfors (nr 5). Maj 1986, Kulturhuset, Helsingfors (nr 6). Feb 1984, All Saints Church Tooting (nr 7). (EMI)
- Sibelius: Samtliga Symfonier 1–7. Europeiska kammarorkestern. 10 okt 1997, RFO konserthus Hilversum (nr 1, 2, 3). Sep 1995, Watford Colosseum London (nr 4, 6, 7). Dec 1996, Nijmegen (nr 5). (Finlandia)
- Sibelius: Violinkonsert; Serenader nr 1, 2; Humoresk nr 5. (med Ida Haendel). Bournemouth Symfoniorkester. Juli 1975, Southampton Guildhall. (EMI)
- Sibelius: Violinkonsert; Sex humoresker för violin and orkester (med Heimo Haitto). Finska Radions Symfoniorkester. 1964. (FINLANDIA CLASSICS 2013)
- Sibelius: Violinkonsert (med Arve Tellefsen). Engelska kungliga filharmonikerna. (Simax)
- Smetana: Má Vlast. Dresdens Statskapell. Inspelad 1978 i Lukaskyrkan, Dresden. (ETERNA 8 27 199-200)
- Strauss Johann Jr: Csardas, op. 441. Finska nationaloperas orkester. (Ondine ODE 8152)
- Strauss Richard: Till Eulenspiegels lustige Streiche; Don Juan; Burleske för piano och orkester (med Sergei Edelmann); Serenad för blåsare. Stockholms filharmoniska orkester. 19–22 juni 1989, Berwaldhallen, Stockholm. (RCA Victor)
- Stravinsky: Konsert för Piano och Blåsinstrument (med Olli Mustonen); Sjostakovitj: Symfoni nr 8. Berlins Filharmoniska orkester. Levande 2001. (Testament Records SBT21500)
- Stravinsky: Konsert för Piano och Blåsinstrument (med Olli Mustonen); Rachmaninov; Symfoni nr 3 (satserna 2 och 3). Avanti kammarorkestern. Levande Borgå 27.6-7.7.2001. (AVANTICD-4)
- Tchaikovsky: Serenad för stråkar; Dvorak: Serenad för stråkar. Stockholms nya kammarorkester. 14–15 juli 1983, Berwaldhallen, Stockholm. (BIS CD-243)
- Tchaikovsky: 1812 uvertyr; Symfoni nr 4. Londons filharmoniska orkester. 28 feb 1998, Watford Colosseum. (SONY)
- Vaughan Williams: Symfoni nr 4; The Lark Ascending (med Barry Griffiths). Engelska kungliga filharmonikerna. 29–30 oktober 1979, nr 1 Studio, Abbey Road. (EMI ASD 3904)
- Vaughan Williams: Symfoni nr 6; Oboekonsert (med John Williams). Bournemouth Symfoniorkester. April 1, 1975, Southampton Guildhall. (EMI ASD 3127)
- Verdi: Sken med Aida och Amonasro (med Lauri Lahtinen). Finska Radions Symfoniorkester. (Finlandia Classics 2014. FINCLA10)
- Walton: Violinkonsert (med Ida Haendel). Bournemouth Symfoniorkester. 1978, Southampton Guildhall. (EMI ASD3843 CDM 764202 2)

## Videoinspelningar (urval)
- Beethoven: Pianokonsert nr 3; Grieg: Pianokonsert (med Emil Gilels). Philharmonia orkestern (Beethoven). Finska radiosymfonikerna (Grieg). Levande, Finlandia Huset Helsingfors 1983 och 1984. (VAI DVD DVDVAI4472)
- Sibelius: Samtliga Symfonier. Europeiska Kammarorkestern. Levande Finlandiahuset, 23-25 augusti 1998, Helsingfors. (ICA Classics. ICAD 5162). 2 x DVD.

## Publicerade verk
- A comparative study of the printed score and the manuscript of the seventh symphony of Sibelius. Acta Musica V. Engelska. En jämförelse mellan manuskriptet samt tryckta partituret av Sibelius Sjunde Symfoni. Studien publicerad av Sibeliusmuseum. Institutionen för musikvetenskap, Åbo Akademi, Åbo, Finland, 1970. 33 sidor.

## Uruppföranden (urval)
- Bergman, Erik: Simbolo Op. 52, 1960. 2232/4330/13/1, celesta, stråkar. Längd: 11'. — Beställningsverk av Finska Rundradion YLE. Förläggare: Edition Wilhelm Hansen. Uruppförande: Finska radiosymfonikerna, dir. Paavo Berglund, Helsingfors, 14 mars 1961.
- Kokkonen, Joonas: Opus sonorum, 1964. 2232/4320, piano, stråkar. Längd 12'. — Förläggare: Fennica Gehrman. Uruppförande: Sibelius jubileumskonsert, Finska radiosymfonikerna, dir. Paavo Berglund, Helsingfors, 16 Feb 1965.
- Kokkonen, Joonas: Symfoniska sketcher, 1968. 3232/4331/12/1, stråkar. Längd 14'. — Förläggare: Fennica Gehrman. Uruppförande: Finska radiosymfonikerna, dir. Paavo Berglund, Helsingfors, 16 maj 1968.
- Kokkonen, Joonas: Symfoni nr 1, 1960. 3333/4330/10, stråkar. Längd 23'. — Förläggare: Fennica Gehrman. Uruppförande: Finska radiosymfonikerna, dir. Paavo Berglund, Helsingfors, 15 mars 1960.
- Kokkonen, Joonas: Symfoni nr 2, 1961. 3333/4330/10/1, stråkar. Längd 22'. — Förläggare: Fennica Gehrman. Uruppförande: Finska radiosymfonikerna, dir. Paavo Berglund, Helsingfors, 18 april 1961.
- Kokkonen, Joonas: Symfoni nr 3, 1967. 4333/4330/00/1, celesta och piano, stråkar. Längd 21'. — Förläggare: Fennica Gehrman. Uruppförande: Finska Radiosymfonikernas 40-årsjubileumskonsert. Finska radiosymfonikerna, dir. Paavo Berglund, Helsingfors, 12 Sep 1967.
- Kokkonen, Joonas: Symfoni nr 4, 1971. 4333/4330/13/1, stråkar. Längd 22'. — Beställningsverk av Finska Rundradion YLE. Förläggare: G. Schirmer Inc. Uruppförande: Finska radiosymfonikerna, dir. Paavo Berglund, Helsingfors, 16 Nov 1971.
- Meriläinen, Usko: Kammarkonsert, 1962. Soloviolin, slagverk (2 utförare) och dubbel stråkorkester. Längd 18'. — Uruppförande: Tuomas Haapanen, violin, Finska radiosymfonikerna, dir. Paavo Berglund, Helsingfors, 22 oktober 1964.
- Meriläinen, Usko: Svit nr 1 från baletten Arius, 1960. 3233/4331/12/0, piano, stråkar. Längd 21'. — Uruppförande: Finska radiosymfonikerna, dir. Paavo Berglund, Helsingfors, 24 oktober 1961.
- Meriläinen, Usko: Symfoni nr 2, 1964. 2222/4220/12/1, stråkar. Längd 22'. — Beställningsverk av Finska Rundradion YLE. Förläggare: Bote & Bock. Uruppförande: Finska radiosymfonikerna, dir. Paavo Berglund, Helsingfors, November 10, 1964.
- Nordgren, Pehr Henrik: Agnus Dei Op. 15, 1971. Sopran, bariton, blandad kör och orkester. Texter: Karelska folkdikter, pampflet av Finska förbundet för Natur och Miljövård. Basho, Einari Vuorela, Lauri Viita och Tu An-shih. Längd 60'. — Beställningsverk av Finska Rundradion YLE. Uruppförande: Taru Valjakka, sopran, Matti Lehtinen, bariton, Finska radiosymfonikerna med kör, dir. Paavo Berglund, Helsingfors, 11 maj 1971.
- Rautavaara, Einojuhani: Canto I, 1960. Längd 6'. — Förläggare: Fennica Gehrman. Uruppförande: Finska radiosymfonikerna, dir. Paavo Berglund, Helsingfors, 7 mars 1967.
- Rautavaara, Einojuhani: Pianokonsert nr 1, 1969. Solo piano + 2020/4220/11, stråkar. Längd 21'. — Beställningsverk av Finska Rundradion YLE. Förläggare: Breitkopf & Härtel. Uruppförande: Einojuhani Rautavaara, piano, Finska radiosymfonikerna, dir. Paavo Berglund, Helsingfors Musikfestival, 29 maj 1970.
- Rautavaara, Einojuhani: Symfoni nr 3, 1961. 2222/2231, 4 Wagner tuba/10, stråkar. Längd 33'. — Förläggare: Fennica Gehrman. Uruppförande: Finska radiosymfonikerna, dir. Paavo Berglund, Helsingfors, 10 april 1962.
- Rautavaara, Einojuhani: Symfoni nr 4 (originalverket), 1964/1968. [Tillbakadragen. Arabescata (1962) namngiven som Symfoni nr 4 år 1986]. — Uruppförande (original version): Helsingfors Filharmoniska Orkester, dir. Jorma Panula, Helsingfors, 26 februari 1956. Uruppförande (andra versionen): Finska radiosymfonikerna, dir. Paavo Berglund, Helsingfors, 24 februari 1970.
- Sallinen, Aulis: Konsert för Kammarorkester Op. 3, 1959-1960. 1(1)121/1000/00, stråkar. Längd 22'. — Förläggare: Novello. Uruppförande: Finska radiosymfonikerna, dir. Paavo Berglund, Helsingfors, 15 november 1960.
- Salmenhaara, Erkki: Suomi – Finland, 1966. 2222/4330/11, harpa, stråkar. Längd 18'. — Beställningsverk av Finska Rundradion YLE. Distributör: Fimic. Uruppförande: Finska radiosymfonikerna, dir. Paavo Berglund, Helsingfors, 31 oktober 1967.

## Orkestrar
- Finska Radions Symfoniorkester - Chefsdirigent 1962–1971
- Bournemouth Symfoniorkester - Chefsdirigent 1972–1979
- Helsingfors Filharmoniska Orkester - Chefsdirigent 1975–1979
- Kungliga Filharmonikerna Stockholm - Chefsdirigent 1987–1990
- Kungliga Danska Orkestern - Chefsdirigent 1993–1998
- Skotska Nationalorkestern - Förste gästdirigent 1981-1985
- Finländska Kammarorkestern - 1990-2012